# Mykola Winhranowskyj
Mykola Stepanowytsch Winhranowskyj (ukrainisch Мико́ла Степа́нович Вінграно́вський; wiss. Transkription Mykola Stepanovič Vinhranovskyj; * 7. November 1936 in Perwomajsk, Oblast Mykolajiw, Ukrainische SSR; † 26. Mai 2004 in Kiew) war ein ukrainischer Regisseur, Schriftsteller, Schauspieler, Kinderbuchautor und Dichter.

## Leben

### Kindheit
Mykola Winhranowsky wurde in Perwomajsk geboren. Das Haus der Familie war an einen Geflügelbetrieb angeschlossen, in dem die Eltern arbeiteten. In späteren Jahren zog die Familie in den Bezirk Bogopol. In der dortigen Schule machte er sein Abitur.

### Studium und Berufstätigkeit
Nach dem Abitur studierte er an der Nationalen Universität für Theater, Film und Fernsehen in Kiew Regie. Dort lernte er auch Oleksandr Dowschenko kennen. Dieser gilt neben Sergei Eisenstein und Wsewolod Pudokin als einer der wichtigsten Regisseure des frühen sowjetischen Films. Dowschenko beeinflusste das weitere künstlerische Schaffen von Winhranowsky sehr. Winhranowskys Klassenkameraden waren unter anderem Giorgi Schengelaia und Otar Iosseliani. Winhranowsky schloss sein Studium 1960 ab und spielte anschließend seine erste Rolle in dem Film Flammende Jahre, der die Ereignissen in der Ukraine während des Zweiten Weltkriegs aus der Sicht eines einfachen Soldaten erzählt. Das Drehbuch stammt von seinem Lehrer Dowschenko.
In den folgenden Jahren arbeitete er in verschiedenen Positionen an unterschiedlichen Arbeitsplätzen und veröffentlichte gleichzeitig auch Gedichte, die in Sammelbänden herausgegeben wurden. In der Zeit von 1962 bis 1963 arbeitete er als Schauspieler innerhalb der Dowschenko Filmstudios. Außerdem kam sein literarisches Debüt Nukleare Präludien (Атомні прелюди) heraus.
Von 1964 bis 1965 wurde er Direktor des Odessa-Filmstudios und wechselte dann im Jahr 1965 erneut den Arbeitsplatz. Er wurde zuerst Redakteur und dann Direktor der Kiewer Dowschenko Filmstudios. Diese beiden Filmstudios sind die größten Produktionsstätten für Filme in der Ukraine.
Nach langer Krankheit starb Winhranowsky 2004. Er wurde in Kiew auf dem Baikowe-Friedhof begraben.

## Leistungen

### Schauspielerei und Regie
Noch bevor er seinen ersten Gedichtband veröffentlichte, arbeitete Winhranowsky als Schauspieler. Sein Debüt gab er in dem Film Flammende Jahre, dessen Drehbuch der Regisseur Oleksandr Dowschenko verfasst hatte. In Dowschenkos Werk werden häufig Themen wie Heimat und ukrainische Traditionen, sowie deren Verfall behandelt, die auch für Winhranowsky zu zentralen Themen in seinen literarischen und filmischen Arbeiten werden sollten. Ebenso wie Dowschenko, der für den Film Schtschors sogar den Stalinpreis erhielt, fand Winhranowsky mit einigen seiner Arbeiten staatliche Anerkennung, mit anderen Ablehnung.

### Lyrik
Winhranowsky verarbeitete unterschiedlichste Stile in seinen Gedichten. Ihn interessierten klassische Sonette und Elegien ebenso wie japanische Haikus.
Er schrieb sowohl Gedichte in Hexametern als auch in freien Versen. Typischerweise beschäftigen sich seine Gedichte mit den Themen der Natur und der Gesellschaft. Tiere, Vögel, Pflanzen und Wasser spielen hierbei motivisch eine große Rolle. Der Konflikt zwischen Zivilisation und Natur findet in der Geschichte „Siromanets“ von 1977 seinen stärksten Ausdruck.
Es folgt ein Textbeispiel aus dem Gedicht Pappel:
Коли засне, немов дитя шалене,

Глибоке місто неспокійним сном,

Вона приходить здалеку до мене

І шелестить до мене під вікном
Im Schlaf, wie ein verrücktes Kind,

Tief in der Stadt in unruhigem Schlaf

Es kommt aus der Ferne zu mir

Und raschelt unter meinem Fenster.
(dt. Transliteration:

„Glyboke misto nespokijnym snom,

Vona prichodyt` zdaleku do mene

I šelestit` do mene pid viknom“)
Von 1989 bis 1993 war er Präsident des ukrainischen Zweigs der Schriftstellervereinigung P.E.N.

## Werke

### Gedichtbände
- Nukleare Präludien (Атомні прелюди), 1962.
- Hundert Gedichte (Сто поезій), 1967
- Dichtung (Поезії), 1971.
- An der Silberküste (На срібнім березі), 1978.
- Kiew (Київ), 1982.
- Warme Lippen und goldene Augen (Губами теплими і оком золотим), 1984.
- Die Frau, die ich liebe (Цю жінку я люблю), 1990.
- An den Tagen, Sie umarmen (З обійнятих тобою днів), 1993.
- Liebe, geh nicht! (Любове, ні! не прощавай!), 1997.

### Kinderbücher
- Welt ohne Krieg (Світ без війни), 1958.
- Präsident (Президент), 1960.
- Immergrün (Первінка), 1971.
- Siromanet (Сіроманець), 1977.
- In den Tiefen des Regens (У глибині дощів), 1979.
- Sommer auf der Desna (Літо на Десні), 1983.
- Pferd bei Sonnenuntergang (Кінь на вечірній зорі), 1986.
- Manyunya (Манюня), 2003.

### Romane und Essays
- Severyn Nalyvaiko (Северин Наливайко), 1996.
- Die vierzehn Hauptstädte der Ukraine (Чотирнадцять столиць України), 1997.

## Filmografie

### Arbeit als Schauspieler
- Flammende Jahre (Повість полум'яних літ), 1961.
- Saeima (Сейм виходить з берегів), 1962
- Küste der Hoffnung (Берег надії), 1967
- Ballade eines Briten (Дума про Британку), 1970

### Arbeit als Regisseur

#### Spielfilme
- Die Tochter des Stration (Дочка Стратіона), 1964. (Als Co-Autor)
- Ruhige Ufer (Тихі береги), 1973.
- Klimko (Климко), 1984.

#### Dokumentarfilme
- Die hellblauen Schwestern der Menschen (Голубі сестри людей), 1966
- Ein Wort über Andrij Malyško (Слово про Андрія Малишка), 1983.
- Dowschenko. Tagebücher 1941-1945 (Довженко. Щоденник 1941–1945), 1993.
- Tschigirin – die Hauptstadt von Hetman Bohdan Khmelnytsky (Чигирин – столиця гетьмана Богдана Хмельницького) 1993
- Baturin – die Hauptstadt von Hetman Ivan Mazepa (Батурин – столиця гетьмана Івана Мазепи), 1993.
- Galich – die Hauptstadt von Prince Danilo Galitsky (Галич – столиця князя Данила Галицького), 1993.
- Getman Sahaidachny (Гетьман Сагайдачний), 1999.

## Auszeichnungen
- Taras-Schewtschenko-Preis für seine Kinderbücher, 1984
- Literaturpreis „Blagovest“
- Ehrendiplom des Präsidiums der Obersten Rada der Ukraine
- Antonowytsch-Preis